# Bürgermeisterei Bettingen (Kreis Bitburg)
Die Bürgermeisterei Bettingen war eine von ursprünglich 42 preußischen Bürgermeistereien, in die sich der 1816 neu gebildete Kreis Bitburg im Regierungsbezirk Trier verwaltungsmäßig gliederte. Von 1822 an gehörte der Regierungsbezirk Trier, damit auch die Bürgermeisterei Bettingen, zu der in dem Jahr neu gebildeten Rheinprovinz. Der Verwaltung der Bürgermeisterei unterstanden lediglich zwei Gemeinden. Sie bestand bis 1856 und lag im heutigen Eifelkreis Bitburg-Prüm in Rheinland-Pfalz.

## Gemeinden und zugehörige Ortschaften
Zur Bürgermeisterei Bettingen gehörten folgende Gemeinden (Stand 1843):
- Bettingen (826 Einwohner) mit den Höfen Altenhof (15) und Neuhof (9) sowie dem Haus „In der Hölle“ (6)
- Wettlingen (102)

Insgesamt lebten 1843 im Bürgermeistereibezirk 958 Menschen in 182 Wohnhäusern. Alle Einwohner waren katholisch. Es gab eine Kirche und eine Schule in Bettingen.

## Geschichte
Die beiden Dörfer des Verwaltungsbezirks der Bürgermeisterei gehörten vor 1794 zur luxemburgischen Herrschaft Bettingen. Im Jahr 1794 hatten französische Revolutionstruppen die Österreichischen Niederlande, zu denen das Herzogtum Luxemburg gehörte, besetzt und im Oktober 1795 annektiert. Unter der französischen Verwaltung gehörte das Gebiet zum Kanton Bitburg im Departement der Wälder.
Aufgrund der auf dem Wiener Kongress getroffenen Vereinbarungen wurde 1815 das vormals luxemburgische Gebiet östlich der Sauer und der Our dem Königreich Preußen zugeordnet. Unter der preußischen Verwaltung wurden im Jahr 1816 Regierungsbezirke und Kreise neu gebildet, linksrheinisch behielt Preußen in der Regel die Verwaltungsbezirke der französischen Mairies vorerst bei. Die Bürgermeisterei Bettingen entsprach anfangs insoweit der vorherigen Mairie Bettingen. Die Bürgermeisterei Bettingen wurde dem Kreis Bitburg im Regierungsbezirk Trier zugeordnet.
Im Jahr 1840 begann man die Verwaltung in der Region neu zu gliedern. 1856 wurde Bürgermeisterei Bettingen aufgelöst und die beiden Gemeinden der Bürgermeisterei Alsdorf angegliedert.
Bettingen und Wettlingen gehören heute verwaltungsmäßig zur Verbandsgemeinde Bitburger Land im Eifelkreis Bitburg-Prüm in Rheinland-Pfalz.